# Школа жён (пьеса)
«Шко́ла жён» (фр. L'École des femmes) — пятиактная театральная комедия Мольера в стихах, премьера прошла в театре Пале-Рояль 26 декабря 1662 года. Посвящена Генриетте Английской, супруге герцога Орлеанского, официального покровителя труппы.

## Действующие лица
- Арнольф, иначе называемый господином де ла Суш.

Первым исполнителем роли был сам Мольер. Среди известных исполнителей на французской сцене Жан Батист Франсуа Прово, (fr:Jean-Baptiste François Provost), Люсьен Гитри (fr:Lucien Guitry), русские актёры XIX века: М. С. Щепкин и С. В. Шумский (1869), на немецкой сцене Ариберт Вешер (de:Aribert Wäscher), на итальянской сцене Мемо Бенасси (it:Memo Benassi), на болгарской сцене Константин Кисимов.
- Агнеса, невинная молодая девушка, воспитанница Арнольфа.

Первая исполнительница роли актриса труппы Мольера Катрин Дебри. На русской сцене в этой роли выступали Н. М. Медведева (1847, Малый театр), А. П. Кравченко, Н. С. Васильева (1870. Малый театр), М. Д. Львова-Синецкая.
- Орас, возлюбленный Агнесы.

Первый исполнитель Лагранж.
- Ален, крестьянин, слуга Арнольфа.

Первый исполнитель fr:Brécourt
- Жоржетта, крестьянка, служанка Арнольфа.

Первая исполнительница Мадлен Бежар или Лагранж (fr:Mademoiselle La Grange)
- Кризальд, друг Арнольфа.

Первый исполнитель Франсуа Бедо
- Энрик, зять Кризальда.
- Оронт, отец Ораса и близкий друг Арнольфа.
- Нотариус.

Первый исполнитель — Дебри fr:De Brie

## Сюжет
Арнольф, только что изменивший своё имя на более аристократическое, «господин Ла Суш», — человек среднего возраста, желающий заключить счастливый брак. Однако его преследует страх быть обманутым женой. Поэтому он решил жениться на своей простодушной подопечной Агнесе, которая была взята из крестьянской семьи и воспитывалась в монастыре, не зная света. Он раскрывает свои планы другу Кризальду, не разделяющему его взглядов на воспитание будущей жены. Затем Арнольф встречает Ораса, сына одного из своих друзей, Оронта. Орас влюбился в Агнесу с первого взгляда и по секрету рассказывает об этом Арнольфу, не зная, что тот и есть опекун девушки «господин Ла Суш». Орас высмеивает «господина Ла Суша», который держит Агнесу в изоляции от мира.
Арнольф расспрашивает Агнесу, чтобы узнать, что именно произошло во время её встречи с Орасом. Рассказ девушки его убеждает: её честь не была задета. Арнольф убеждает девушку заключить брак. Агнеса, полагая, что речь идёт о браке с Орасом, согласна. Однако Арнольф спешит сообщить ей, что будущий муж — он сам.
Орас при встрече с Арнольфом рассказывает об очередной попытке увидеться с Агнесой: слуги не открыли ему дверь, Агнеса бросила в него камень, но вместе с камнем Орас получил от девушки любовное письмо. Арнольф ревнует, он понимает, что влюблён в Агнесу и готов бороться за неё до конца.
Арнольф снова встречает Ораса, который рассказывает, что ему удалось проникнуть в дом Агнесы, но вскоре появился господин Ла Суш, и девушка спрятала Ораса в шкаф. Орас сообщает Арнольфу, что вечером он предпримет ещё одну попытку. Арнольф приказывает своим слугам избить нарушителя палками.
Орас снова встречает Арнольфа: он потерпел неудачу, слуги побили его, и он притворился мёртвым, чтобы не быть избитым. Но Агнеса убежала с ним. Орас, всё ещё находясь в неведении, кем приходится Арнольф девушке, просит его приютить на время Агнесу. Арнольф победил: он возвратил себе Агнесу, он рассказывает ей о своей любви, однако девушка к нему остаётся безразличной. Появляется Оронт, отец Ораса, он хочет женить сына на дочери своего друга Энрике, вернувшегося из Америки после длительного пребывания там. Орас просит Арнольфа ходатайствовать за себя перед отцом, однако Арнольф сообщает, что он и есть господин Ла Суш, и убеждает Оронта не уступать сыну. Но оказывается, что Агнеса — дочь Энрике; влюблённые могут вступить в брак, к великому огорчению экс-наставника.

## Переводы на русский
- Кропотов, Иван Иванович — Комедии из театра господина Мольера, переведенные Иваном Кропотовым, т. I, Москва 1757, второе издание, Москва 1788.
- Хмельницкий, Николай Иванович, Сочинения Н. И. Хмельницкого, 1821. Изд. 2-е, А. Смирдина, Санкт-Петербург, 1849.
- Гиппиус, Василий Васильевич
- Лихачев, Владимир Сергеевич
- Быков, Дмитрий Львович

## Постановки на русской сцене
Впервые на русском языке был поставлен в дворцовом театре Санкт-Петербурга в октябре 1757 г. Из постановок XIX в. отмечают бенефис М. С. Щепкина на сцене Малого театра в Москве 24 января 1825 г. и бенефис А. Е. Мартынова в Александринском театре в 1842 г.
1984. Кишинёвский русский драматический театр им. А. П. Чехова. Режиссёр Н. С. Аронецкая. Арнольф — Альберт Акчурин, Агнеса — Л. Пашкова (Шер), Орас — Александр Васильев, Ален и Мольер — Бэно Аксёнов, Жоржетта — Людмила Колохина, Нотариус — Юрий Чуприн.